# 圣婴康文国民中学 (柔佛)
圣婴康文国民中学，缩写为IJC，是一所女子中学，位于新山市中心的耶耶亚哇路。

## 概況
该校位于耶耶亚哇路的一块土地是于1926年由已故的苏丹依布拉欣与其夫人捐赠給创办人圣婴修女会，因为当时新闻报道关于她们的教育理念与素质引起了殿下与其夫人的关注。已故的苏丹依布拉欣熱衷于在新山市建立一所修道院学校。